# Elasmus
El género Elasmus es el único miembro de la subfamilia Elasminae (anteriormente una familia independiente, Elasmidae). Contiene cerca de 200 especies en todo el mundo. La mayoría son parasitoides o hiperparasitoides de larvas de lepidópteros, tales como Phyllocnistis citrella (minador de los cítricos), aunque algunas especies son parasitoides de larvas de Polistes.